# Premio della giuria: World Cinema Documentary
Il Gran premio della giuria: World Cinema Documentary è un premio assegnato dalla giuria del Sundance Film Festival al miglior film documentario straniero candidato nella sezione competitiva del concorso, creato nel 2005 a seguito della distinzione tra pellicole locali e straniere da parte del festival.

## Vincitori
- 2005 - Shape of the Moon, regia di Leonard Retel Helmrich
- 2006 - In the Pit, regia di Juan Carlos Rulfo
- 2007 - Enemies of Happiness, regia di Eva Mulvad e Anja Al-Erhayem
- 2008 - Man on Wire - Un uomo tra le Torri, regia di James Marsh
- 2009 - Rough Aunties, regia di Kim Longinotto
- 2010 - The Red Chapel, regia di Mads Brügger
- 2011 - Hell and back again, regia di Danfung Dennis
- 2012 - The Law in These Parts, regia di Ra'anan Alexandrowicz
- 2013 - A River Changes Course, regia di Kaylanee Mam
- 2014 - The Return to Homs, regia di Talal Derki
- 2015 - Il complotto di Chernobyl - The Russian Woodpecker (The Russian Woodpecker), regia  di Chad Gracia
- 2016 - Sonita, regia di Rokhsareh Ghaem Maghami
- 2017 - Last Men in Aleppo, regia di Feras Fayyad
- 2018 - Of Fathers and Sons di Talal Derki
- 2019 - Honeyland (Medena zemja), regia di Ljubomir Stefanov e Tamara Kotevska (Macedonia del Nord)
- 2020 - The Reason I Jump, regia di Jerry Rothwell
- 2021 - Flee (Fulgt), regia di Jonas Poher Rasmussen
- 2022 - All That Breathes, regia di Shaunak Sen